# Espai arquitectònic

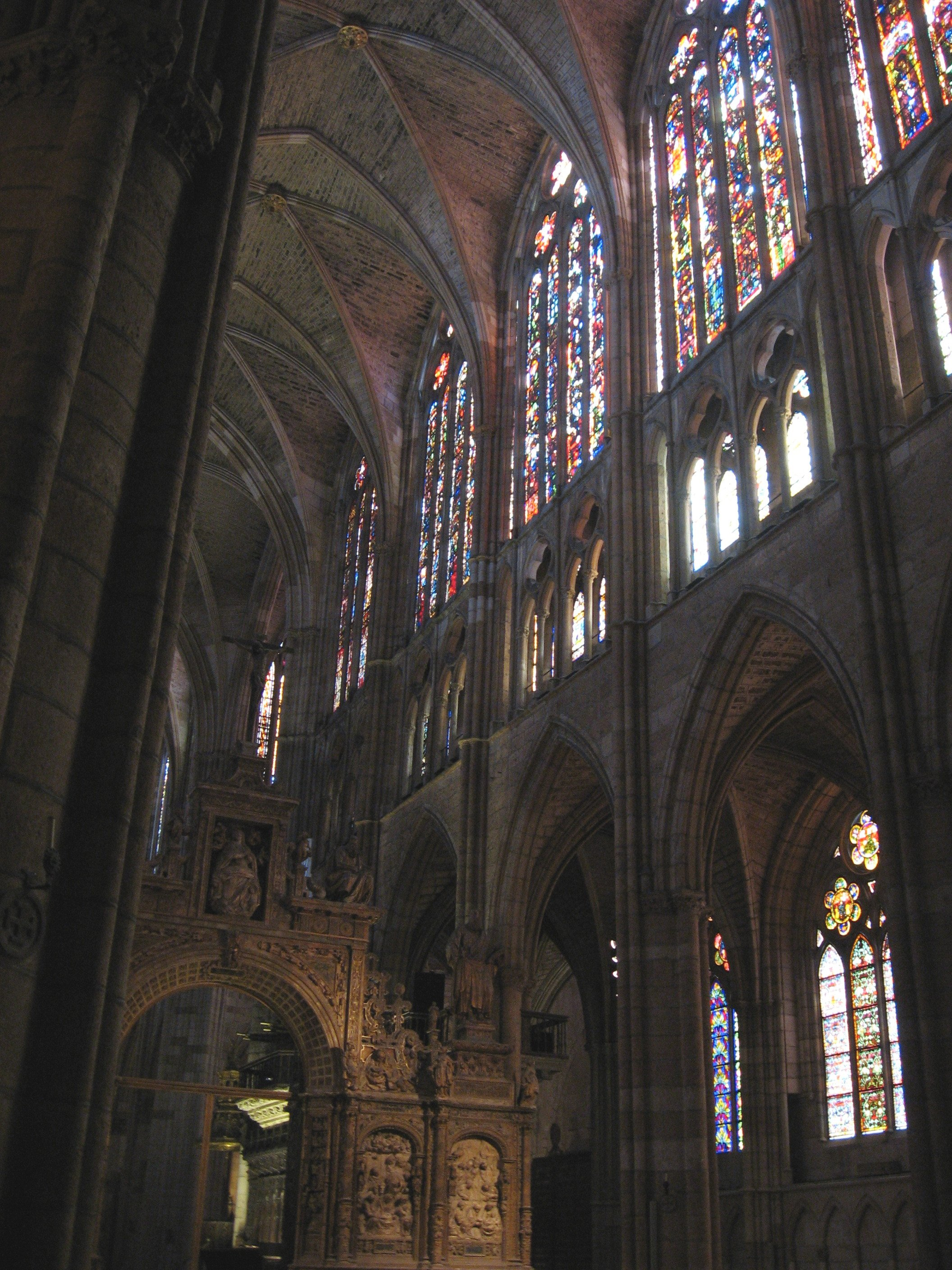
Interior de la catedral de Lleó, amb voltes de creueria, que permeten una gran alçada i alleugereixen els murs, deixant una gran superfície de vas per a les Vitralls. La nau central és compartimentada pel tancament de l cor. Les naus laterals permeten trajectòries que fins i tot envolten l'altar major mitjançant un deambulatori, així com l'obertura de capelles, veritables espais multifuncionals dins del temple.

Configurar espais arquitectònics adequats és l'objectiu principal de l'arquitectura. S'aconsegueixen auxiliant-se d'elements arquitectònics. Es potencien suport de la configuració de l'entorn (urbanisme) o recreant aquests elements (arts decoratives). Espais arquitectònics singulars són: els pòrtics, Hípetres, celles, atri, naos, criptes, etc.

## Volum i espai arquitectònic
L'arquitectura té a l'espai com a element primordial, ho detalla i ho delimita mitjançant el volum. Volum arquitectònic i espai arquitectònic són independents, i de vegades la seva sensació i percepció no coincideixen. Tampoc sempre coincideix el volum amb la forma matèrial que el delimita, doncs varien: la proporció dels nivells interiors, la dimensió visual del color i les textures, i la direcció de les transparèncias.

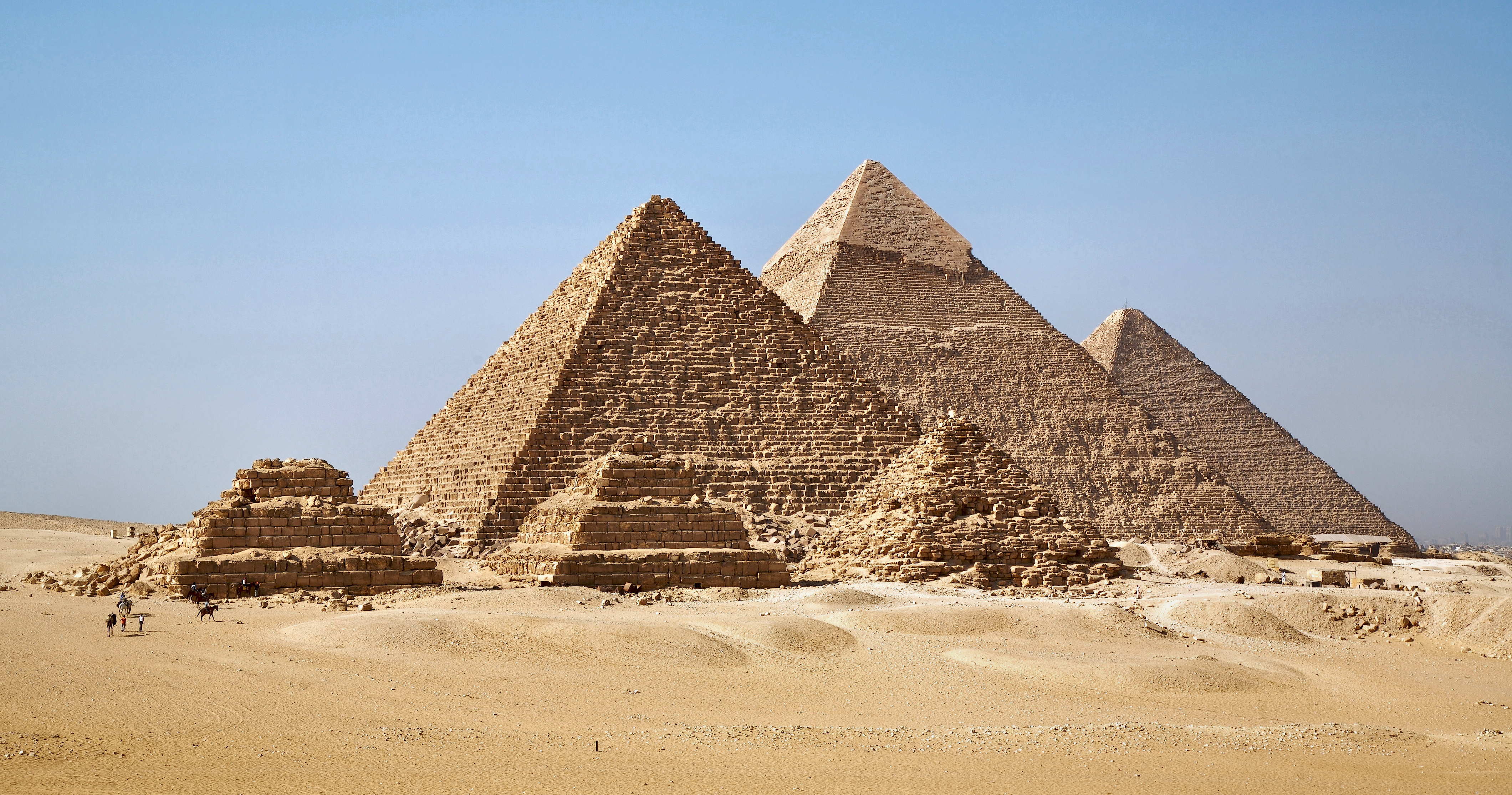
Piràmides de Guiza.
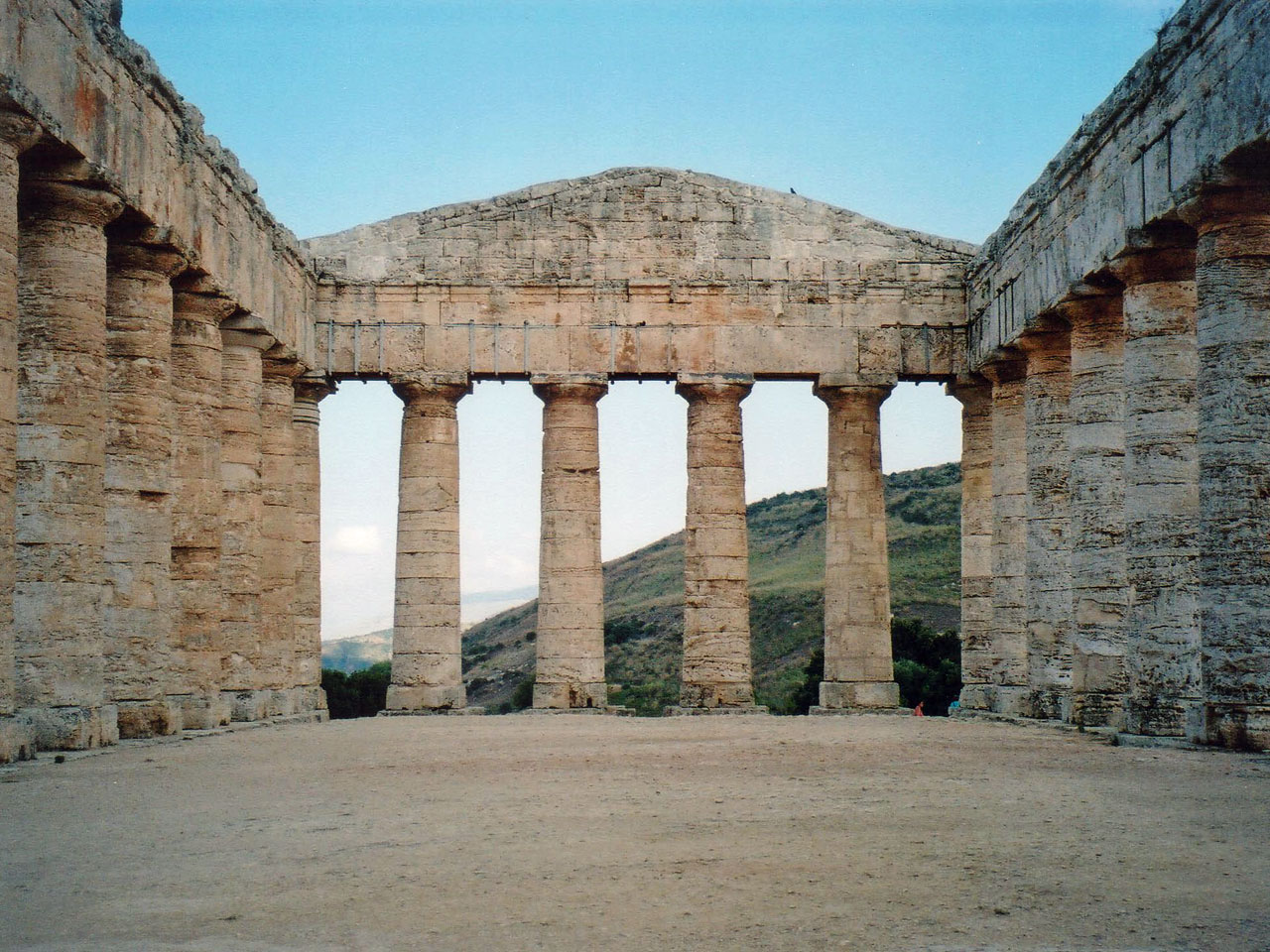
Temple de Demeter en Segesta (Sicília)
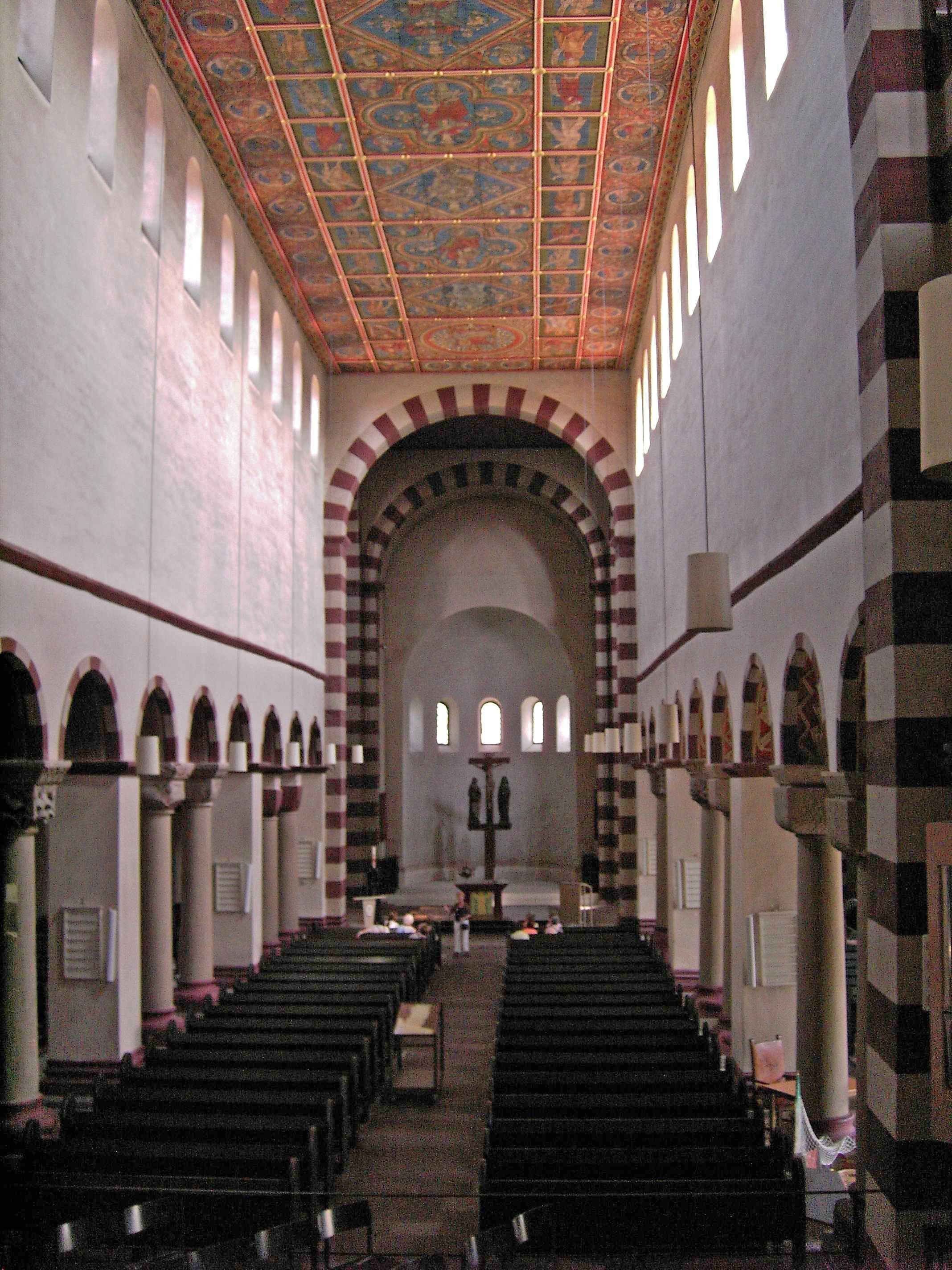
Església de Sant Miquel de Hildesheim. Estructura de basílica romana.
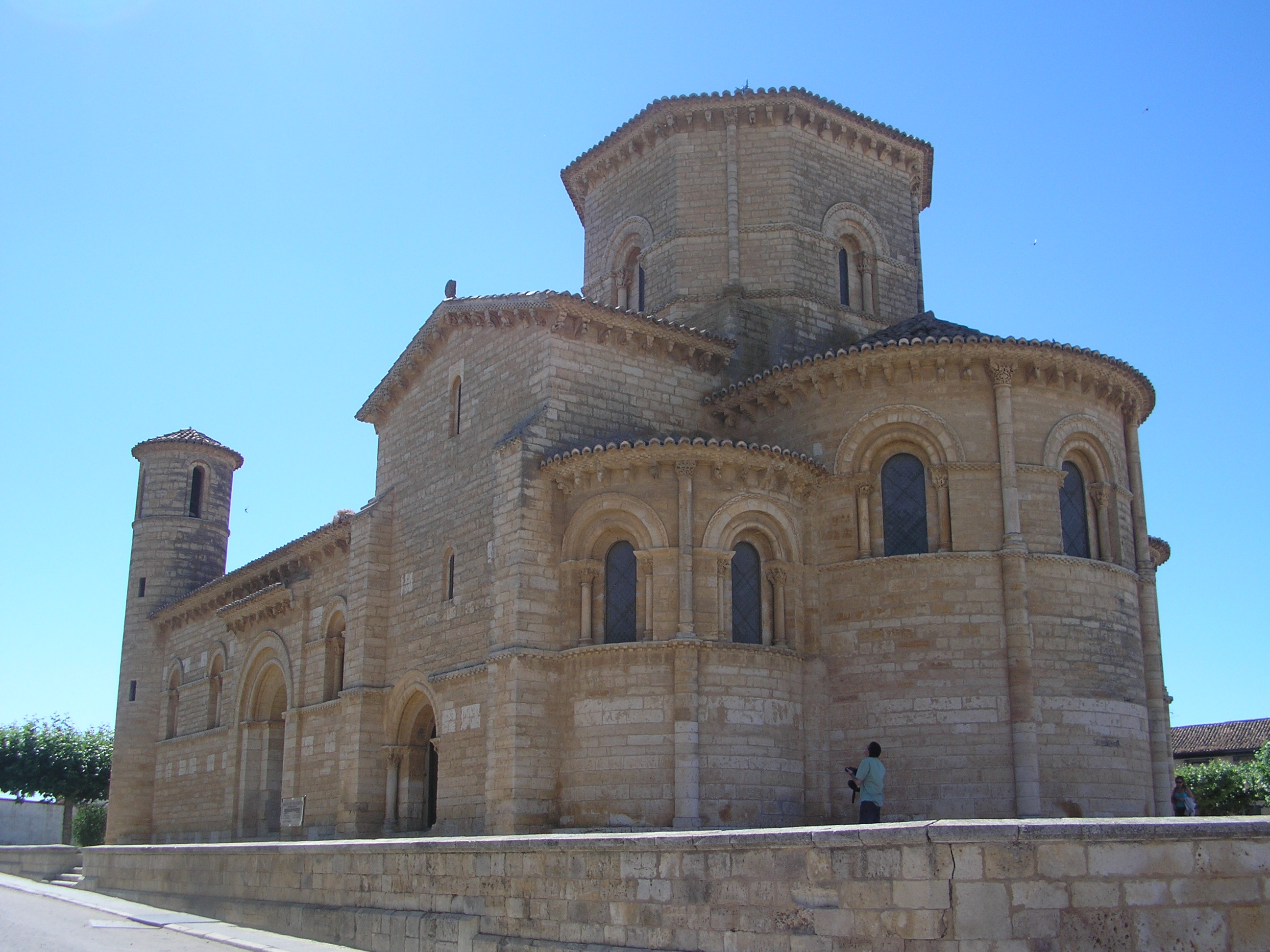
Sant Martí de Frómista (romànic del Camí de Sant Jaume). Absis i planta de creu llatina, horitzontalitat i poques obertures.

Aquesta oposició, entre l'arquitectura com a espai o com volum, pot apreciar-se en el diferents que són els edificis vists i viscuts des de fora i vistos i viscuts des de dins: com ara, la diferència entre l'espai interior i la contemplació exterior de les Piràmides d'Egipte, els temples grecs com el Partenó (dissenyats per al culte exterior, com la processó de les Panatenees, i que acullen al seu interior abans que res la imatge del déu i el tresor), els temples cristians (dissenyats com assemblea s-eclessia-de creients, per al culte a l'interior, i amb precedents en les catacumbes i les basílicas romans, amb grans diferències, com les que existeixen entre una església romànica-murs gruixuts, il·luminació i altura limitades-i una catedral gòtica-predomini de l'obertura, l'altura i la llum-), el Palau de Versalles o els edificis del Museu Guggenheim a Nova York i Bilbao.

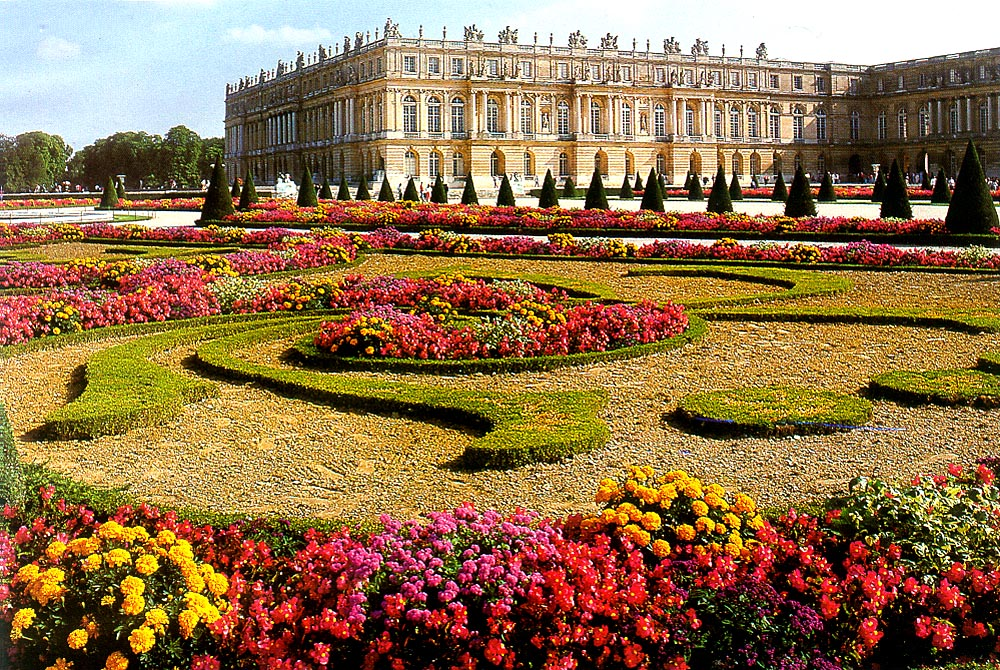
Exterior del Palau de Versalles, amb els seus jardins.
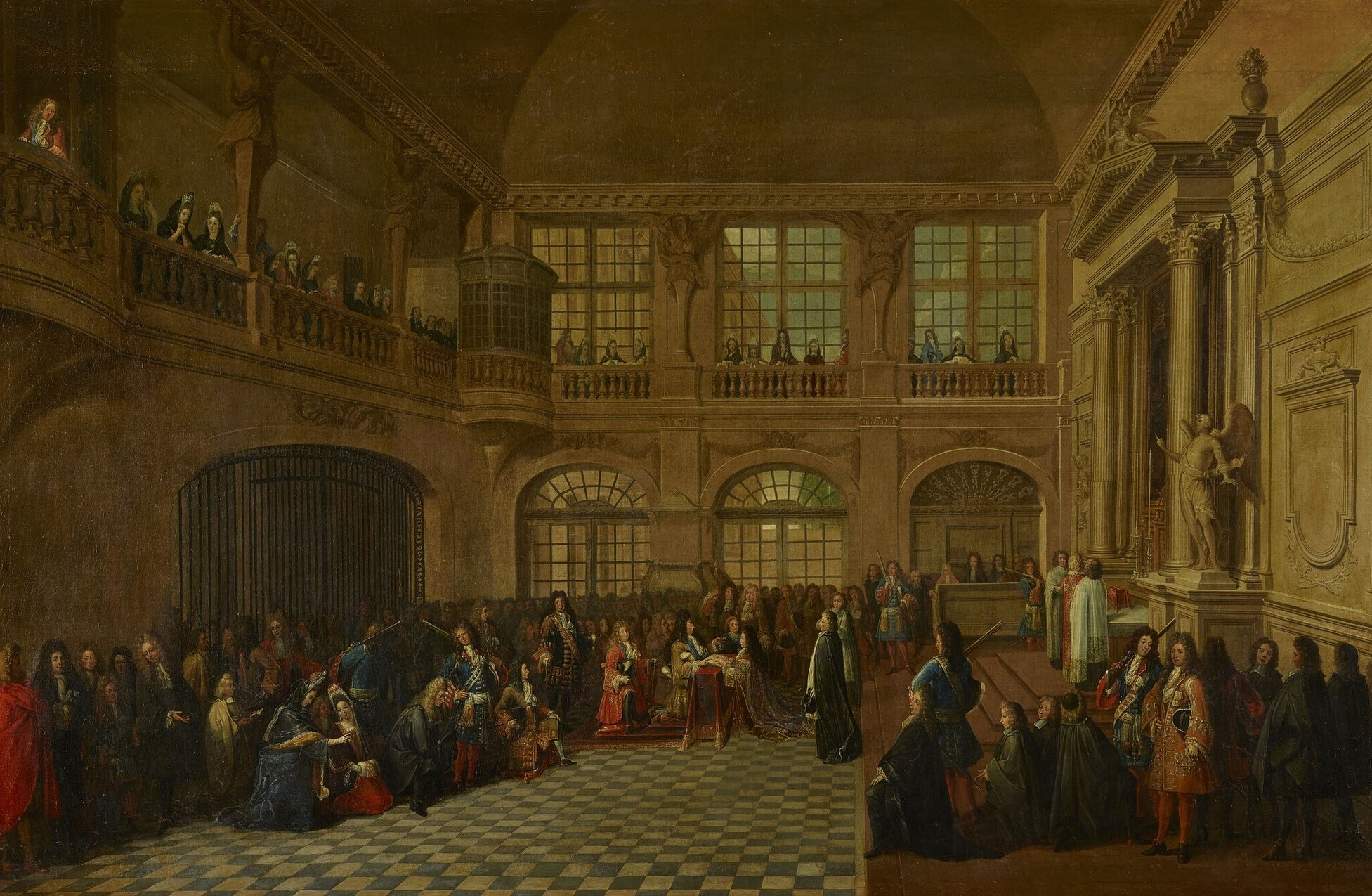
Interior del Palau de Versalles, en una pintura d'època.
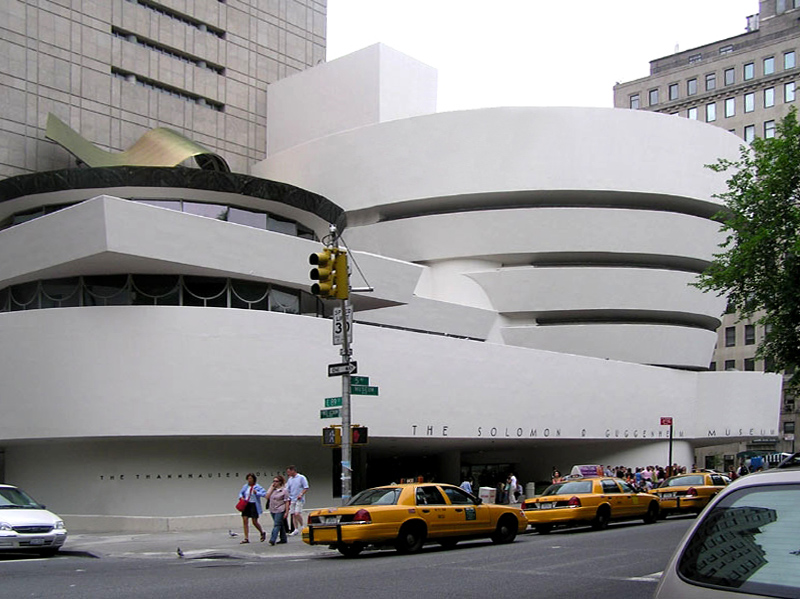
Exterior del museu Guggenheim de Nova York.
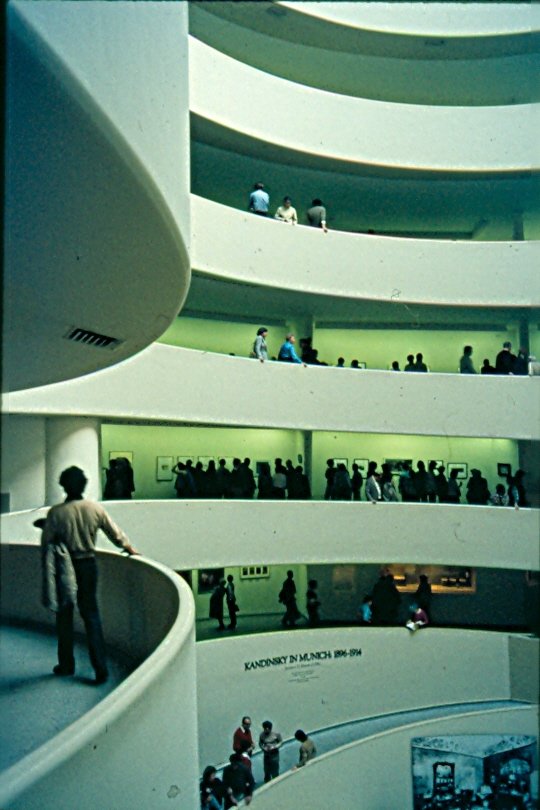
Interior del museu Guggenheim de Nova York.

## Escales en espai i volum

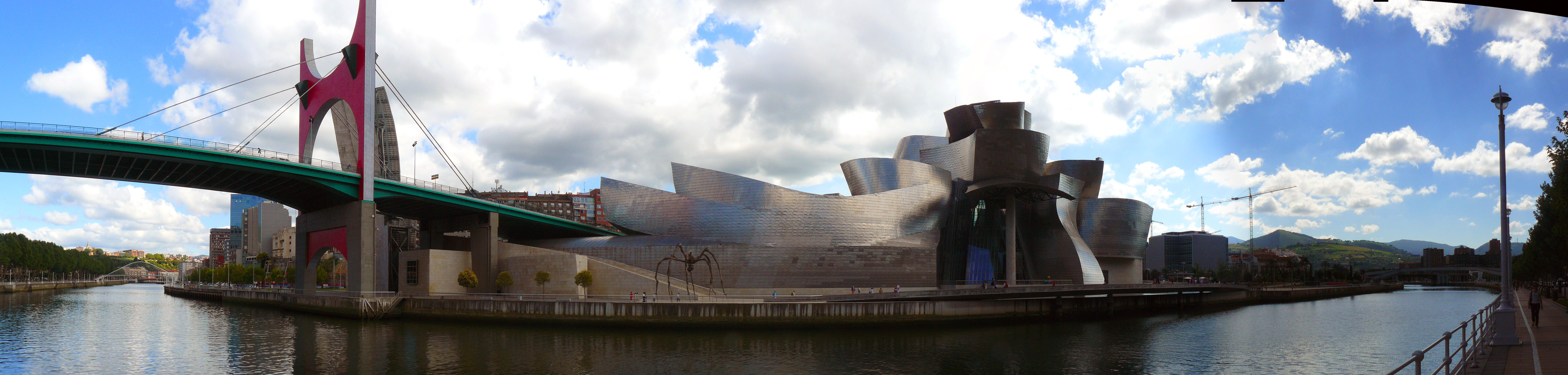
Museu Guggenheim de Bilbao, en el seu entorn urbanístic: la ria de Bilbao i els seus ponts.

El volum a escala menor que l'empleat en arquitectura és objecte d'una altra de les arts plàstiques: l'escultura, mentre que l'espai a escala més gran que l'utilitzat en l'arquitectura és objecte del'urbanisme, que se serveix de les obres arquitectòniques, els altres elements del espai urbà i els espais que sorgeixen entre ells: (carrers, places, etc.) com els seus propis materials.